# Johann Burckhardt Mencke
Johann Burckhardt Mencke (ur. 8 kwietnia 1674 w Lipsku, zm. 1 kwietnia 1732 tamże) – uczony, prawnik, historyk, królewsko-polski historiograf i radca dworu.
Urodził się w 1674 jako syn Ottona Mencke, rektora i renomowanego profesora etyki i polityki Uniwersytetu w Lipsku. Studiował teologię i filozofię na Uniwersytecie w Lipsku. W 1694 uzyskał tytuł magistra. W 1699 otrzymał posadę wykładowcy historii na Uniwersytecie. W latach 1707–1732 był redaktorem naczelnym czasopisma Acta Eruditorum. W 1708 został mianowany królewsko-polskim historiografem, a w 1723 królewsko-polskim i elektorsko-saskim Hofratem.
Zmarł 1 kwietnia 1732 w wieku 57 lat z powodu niewydolności serca.